# Lepanthes ova-rajae
Lepanthes ova-rajae är en orkidéart som beskrevs av Carlyle August Luer. Lepanthes ova-rajae ingår i släktet Lepanthes och familjen orkidéer.
Artens utbredningsområde är Costa Rica. Inga underarter finns listade i Catalogue of Life.